# Кортичелли, Гаэтано
Гаэтано Кортичелли (итал. Gaetano Corticelli; 28 июня 1804, Болонья — 18 марта 1840, Болонья) — итальянский композитор и пианист.
Окончил Болонский музыкальный лицей (1821), ученик Бенедетто Донелли (фортепиано) и Станислао Маттеи (композиция). В возрасте 17 лет был избран в Болонскую филармоническую академию. Как пианист преимущественно ограничил себя ансамблевой игрой и аккомпанементом (в частности, сопровождал выступление Марии Малибран в Болонье в 1835 году). В 1839 году начал преподавать фортепиано в Болонском музыкальном лицее, но вскоре неожиданно умер.
Из композиций Кортичелли наибольший успех выпал на долю трёх трио для кларнета, виолончели и фортепиано «Три темперамента» (1839), премьера которых с участием Доменико Ливерани, Карло Паризини и автора состоялась в 1839 году. В остальном ему принадлежит не менее 75 фортепианных сочинений — вариаций на темы популярных опер, а также вальсов, каприсов, романсов, ноктюрнов, вариаций и т. д., в некоторых чувствуется влияние Джона Филда.